# San Maurizio (Porlezza)

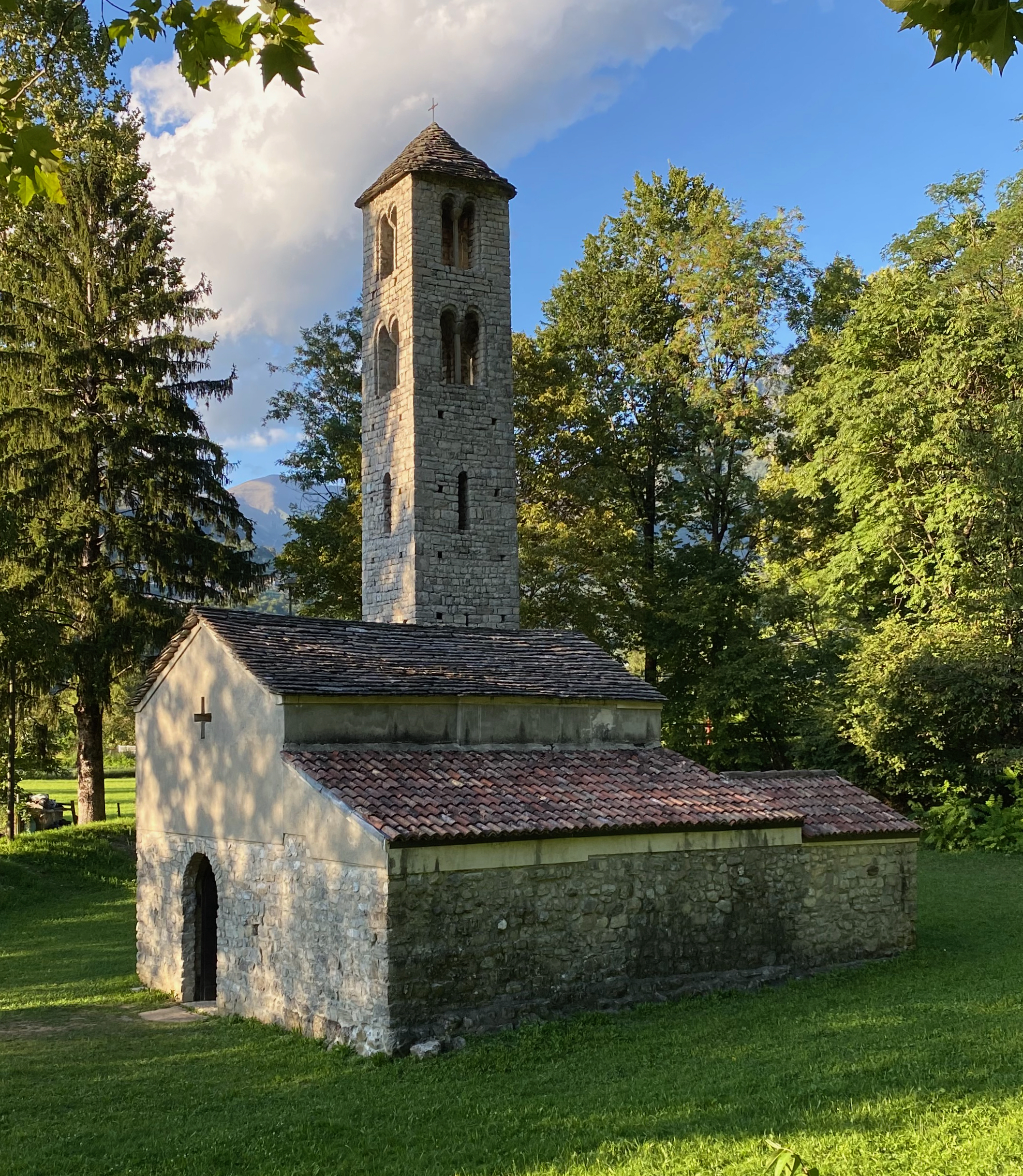
Ansicht der Kirche aus Richtung Nordwesten mit der Seitenkapelle

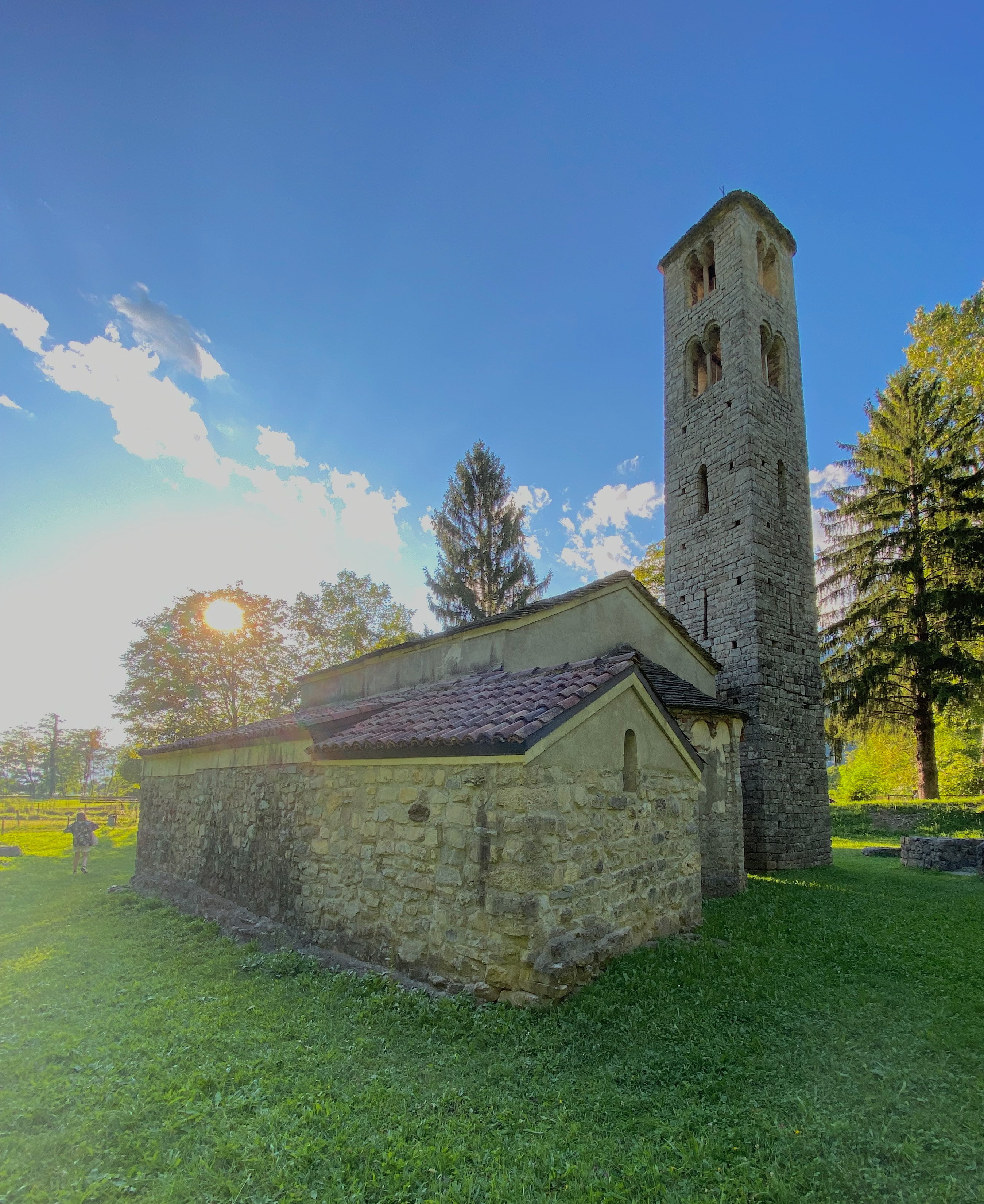
Sicht auf die eckige Apsis der Seitenkapelle

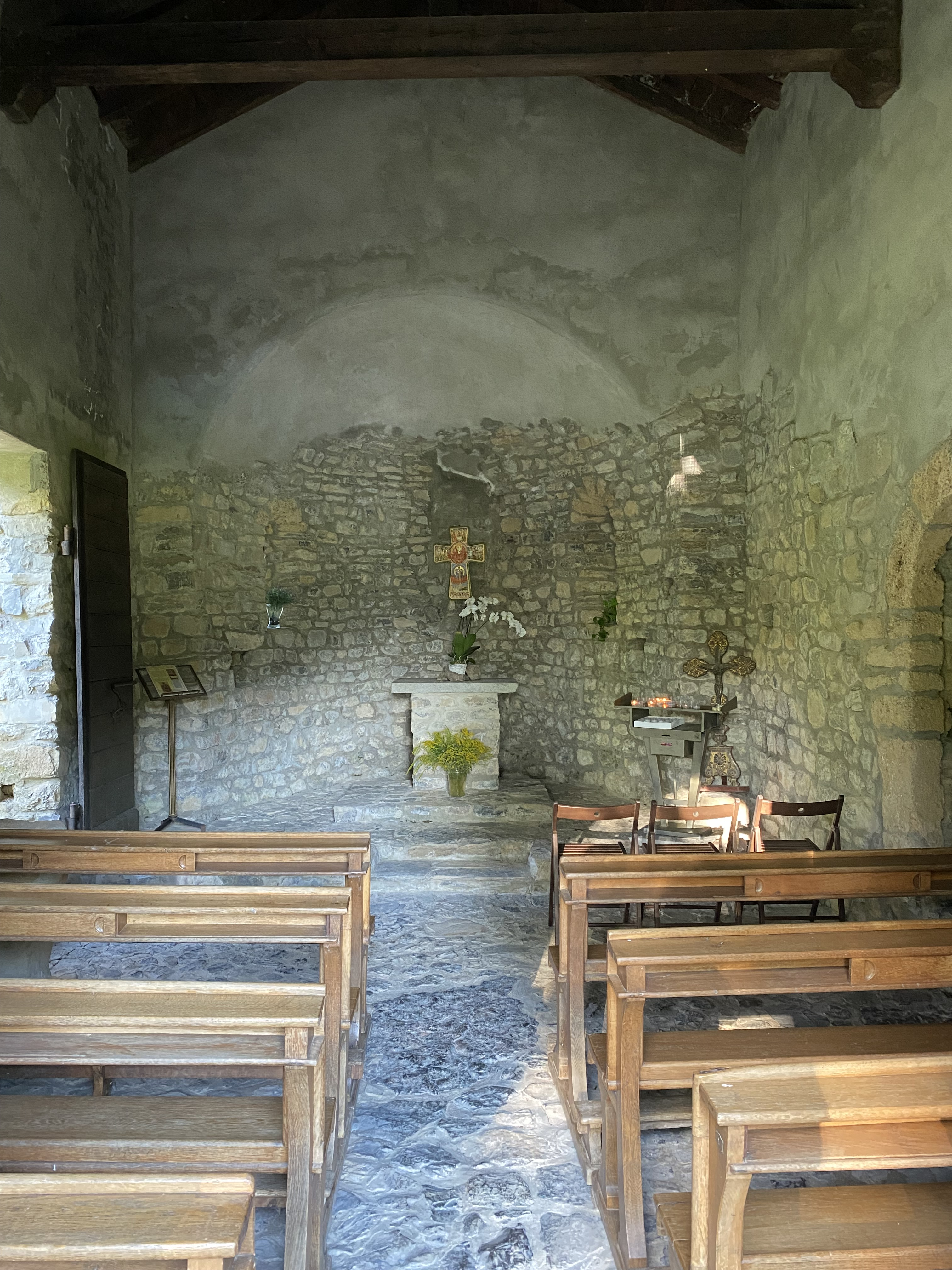
Kirchenschiff mit Hauptaltar und halbrunder Apsis

San Maurizio ist eine römisch-katholische Filialkirche in der oberitalienischen Gemeinde Porlezza in der Lombardei. Die einschiffige romanische Kirche steht am Fuß des Monte Galbiga und ist dem heiligen  San Maurizio geweiht.

## Geschichte
Die Kirche wurde erstmals 1148 urkundlich erwähnt, reicht aber bis in das 11. Jahrhundert oder sogar in das 10. Jahrhundert zurück. Der Campanile wurde nachträglich im 12. Jahrhundert errichtet. Sie wurde erstmals von einem vom Monte Galbiga zwischen der zweiten Hälfte des 15. und dem Beginn des 16. Jahrhunderts abgegangenen Erdrutsch beschädigt. Bei einem Pastoralbesuch 1578 wurde die Restaurierung der Kirche beschlossen, die laut damaliger Beschreibung kein Dach mehr besaß. In der Mitte des 17. Jahrhunderts wurde der Bau möglicherweise bei einem zweiten Erdrutsch fast vollständig verschüttet, so dass nur noch die Kirchturmspitze frei lag. Nach einem Beschluss der Gemeinde Porlezza wurden 1966 archäologische Grabungen durchgeführt, bei denen der Bau wieder freigelegt und anschließend bis 1976 restauriert wurde. Der Erzbischof von Mailand weihte sie 1982 neu.

## Baubeschreibung
Der aus Bruchstein im lombardischen Baustil von Comascher Baumeistern errichtete Bau, wird durch eine rundbogige Tür betreten. Das Gebäude ist in Ost-West-Richtung ausgerichtet. Neben dem Kirchenschiff mit dem Hauptaltar und der halbrunden Apsis befindet sich rechts des Zugangs zur Seitenkapelle, die mit einer eckigen Seitenapsis mit Seitenaltar abschließt. Von der Originalausstattung der Kirche sind nur wenige Gegenstände erhalten geblieben. Auch von den ursprünglich zahlreichen Fresken sind keine Spuren mehr zu sehen.

### Campanile
Der an  der Kirche nicht anliegende Glockenturm bildet das weithin sichtbare Zeichen der Kirche und unterscheidet sich erheblich von den Kirchtürmen der umgebenden Orte. Das liegt vornehmlich daran, dass das Gebäude lange verschüttet war und somit nicht von anderen Baustilen überformt werden konnte. Abgeschlossen wird der Turm durch ein flach ausgeführtes Walmdach. Nähere Angaben über den einstigen Zustand des Baus können aufgrund mangelnder Erforschung nicht gemacht werden.

## Umgebung
Hinter dem Campanile schließen sich aufgemauerte Fundamente eines nahezu quadratischen Gebäudes an die Kirche an, das als Baptisterium diente. Das ehemalige Taufbecken aus Serizzo war vermutliche ursprünglich ein Beinhaus.

### Denkmal für den Erdrutsch
Auf einer kleinen Anhöhe neben dem Ensemble steht ein Denkmal, das an die Verschüttung der Kirche durch den Erdrutsch erinnern soll. Es stellt eine Mutter mit ihrer Tochter dar. Die Mutter streckt ihre rechte Hand in Richtung des Berges und versucht so, ihre Tochter zu schützen. Das Kind flieht in die Arme der Mutter und wird von deren linkem Arm eng an sie gedrückt.